# Stanisław Swianiewicz

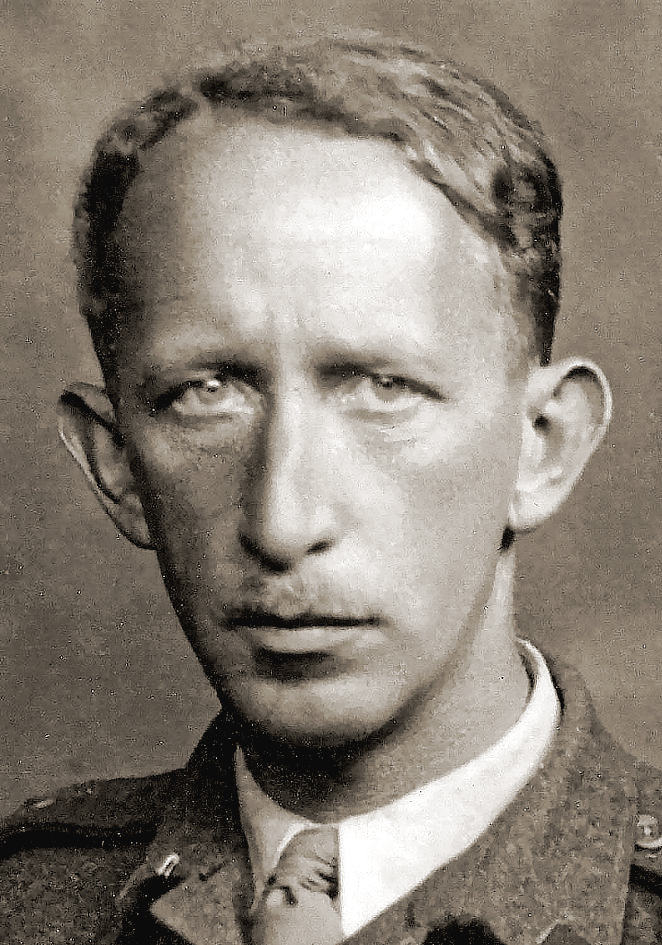
Stanisław Swianiewicz (vor 1945)

Stanisław Swianiewicz (* 7. November 1899 in Dünaburg, Russisches Kaiserreich; † 22. Mai 1997 in London) war ein polnischer Politologe und Wirtschaftshistoriker. Als einziger Überlebender des Transportes polnischer Kriegsgefangener zum Wald von Katyn wurde er zum Zeugen bei der Aufklärung des Massakers von Katyn im Frühjahr 1940.

## Leben
Swianiewicz wurde als russischer Staatsbürger geboren, sein Vater stammte aus dem polnischen Adel, als Ingenieur bei der russischen Eisenbahn war er für den Streckenabschnitt Dünaburg-Orjol verantwortlich; seine Mutter war Deutschlehrerin an einer Mädchenschule. Der Sohn, der dreisprachig aufwuchs, besuchte ein Gymnasium in Orjol und studierte anschließend an der Lomonossow-Universität Moskau Jura und Wirtschaftswissenschaften.
Nach der Machtergreifung der Bolschewiken in der „Oktoberrevolution“ verließ er Moskau in Richtung Westen und schloss sich Verbänden an, die für die staatliche Wiederherstellung Polens kämpften. 1919 übernahm er das Kommando über die Abteilung der „Polnischen Militärorganisation“ (POW), einer von Warschau bewaffneten Truppe, die für den Anschluss Litauens an Polen kämpfte. 1920 gehörte er zu dem Verband, der unter General Lucjan Żeligowski Wilna, die Hauptstadt Litauens, sowie den Südteil der Baltenrepublik besetzte. 1922 wurde dieser Teil Litauens einschließlich Wilnas von Polen annektiert.
Swianiewicz setzte an der Universität Wilna sein Studium fort und bekam dort 1928 eine Anstellung als Dozent am Osteuropa-Institut. Er wurde mit einer Dissertation über „Lenin als Ökonom“ 1930 promoviert und übernahm im selben Jahr die Leitung der Wirtschaftsabteilung des Instituts. Er verfasste Analysen nicht nur über die Planwirtschaft und industrielle Entwicklung in der Sowjetunion, sondern auch über die deutsche Rüstungspolitik unter Hitler. 1938 erhielt er die von Staatspräsident Ignacy Mościcki unterzeichnete Urkunde über seine Ernennung zum Professor der Volkswirtschaft.
Ende August 1939 wurde er im Rahmen der allgemeinen Mobilmachung als Leutnant der Reserve zu einer Nachschubeinheit eingezogen. In den ersten zwei Wochen während des deutschen Überfalls auf Polen am 1. September 1939 wurde seine Einheit in Zentralpolen eingesetzt, nach dem Einmarsch der Roten Armee in Ostpolen am 17. September wurde sie nach Osten verlegt. Bei Krasnobród geriet er am 28. September in sowjetische Kriegsgefangenschaft.
Über die Station Kiew kam Swianiewicz in das unter der Aufsicht der Geheimpolizei NKWD stehende Sonderlager Koselsk rund 250 Kilometer südwestlich von Moskau, in dem mehr als 4000 polnische Offiziere und Fähnriche interniert wurden. Im Mai 1940 wurde er in der Moskauer NKWD-Zentrale Lubjanka über seine Studien zur deutschen Rüstungsindustrie befragt. Da er aber die Zusammenarbeit mit dem NKWD verweigerte, wurde er zu acht Jahren Zwangsarbeit verurteilt und in ein Lager in der Republik Komi im Norden der Sowjetunion gebracht.
Entgegen den Vereinbarungen des Sikorski-Maiski-Abkommens vom August 1941 über die polnisch-sowjetische Zusammenarbeit wurde er zunächst nicht freigelassen, vergeblich bestand der polnische Botschafter Stanisław Kot bei den sowjetischen Behörden darauf. Erst nachdem sich der Premier der polnischen Exilregierung Władysław Sikorski persönlich dafür einsetzte, konnte Swianiewicz das Lager verlassen und die Reise nach Kuibyschew antreten, wohin wegen der Kriegsereignisse die meisten Botschaften, darunter die polnische, verlegt worden waren. Mit der Anders-Armee, den in der Sowjetunion aufgestellten polnischen Verbänden unter dem Kommando von General Władysław Anders, gelangte er im Herbst 1942 über den Iran in das britische Mandatsgebiet Palästina. Dort übernahm er im Januar 1943 die Leitung des polnischen „Büros für Studium des Nahen und Mittleren Ostens“ in Jerusalem. Im September 1943 trat er einen Posten im Außenministerium der Exilregierung in London an, wo er auch das Kriegsende 1945 erlebte.
Von 1947 bis 1953 lehrte er am Polish College in London, nach dessen Auflösung übernahm er eine Professorenstelle an der Universität von Yogyakarta in Indonesien. Dort trafen 1957 seine Frau und seine Tochter ein, die er 18 Jahre nicht gesehen hatte. Die Behörden der Volksrepublik Polen hatten ihnen bis dahin einen Reisepass verweigert. Für das Studienjahr 1958/59 erhielt er ein Forschungsstipendium an der London School of Economics. Es schloss sich für das folgende Jahrzehnt eine Professorenstelle an der Saint Mary’s University in Halifax in der kanadischen Provinz Neuschottland an, auch lehrte er an der University of Notre Dame von South Bend (Indiana).
1990 zeichnete der Präsident der polnischen Exilregierung Ryszard Kaczorowski ihn mit dem Offizierskreuz für Verdienste um die Republik Polen aus. Im selben Jahr kehrte er erstmals nach 41 Jahren zu einem Besuch nach Polen zurück. Er starb im Alter von 97 Jahren in einem Altersheim für polnische Veteranen in London, er wurde im kanadischen Halifax neben seiner Frau beigesetzt.

## Rolle in der Causa Katyn
Im Lager Koselsk wurde Swianiewicz vom NKWD-Major Wassili Sarubin verhört, der für die NKWD-Führung Empfehlungen für eine weitere Befragung oder die Erschießung der Gefangenen aussprach. Am 30. April 1940 gehörte er zu einer Gruppe von Offizieren, die mit der Eisenbahn in eigens für den Gefangenentransport gebauten Waggons von Koselsk zur Bahnstation Gnjosdowo bei Katyn gebracht wurden. Nach seinem eigenen Bericht wurde Swianiewicz von einem hohen NKWD-Offizier von der Gruppe abgesondert. Beim Warten auf seine Weiterfahrt beobachtete er durch ein Lüftungsloch in dem Waggon, wie seine Kameraden von schwer bewaffneten NKWD-Soldaten in kleinen Bussen weggebracht wurden. Wie er später schrieb, lag ihm damals der Gedanke gänzlich fern, dass seine Kameraden zur Exekution in den Wald von Katyn führen.
Seinem eigenen Bericht zufolge wurde Swianiewicz zum Gefängnis Smolensk gebracht, wo er der einzige Häftling in seinem Zellentrakt war, und von dort nach einer Woche nach Moskau. Nach seiner Freilassung aus dem Gulag berichtete er der polnischen Botschaft in Kujbyschew und dem Stab der Anders-Armee in Busuluk über seine Beobachtungen an der Bahnstation Gnjosdowo. Der Leiter des Suchbüros für die vermissten polnischen Kriegsgefangenen bei der Anders-Armee, Graf Józef Czapski, schenkte dem Bericht allerdings keine besondere Beachtung, da damals bei ihm Dutzende von Informationen über den mutmaßlichen Verbleib der Offiziere eingingen. Swianiewicz selbst bekam von Botschafter Stanisław Kot die Aufgabe, eine analytische Zusammenfassung all dieser Berichte auszuarbeiten. Erst nachdem die deutsche Presse Mitte April 1943 von der Entdeckung der Massengräber im Wald von Katyn berichtet hatte, wurde die Bedeutung der Beobachtungen Swianiewiczs erkannt, zumal die Namen seiner Mitgefangenen aus dem Bahntransport von Koselsk nach Gnjosdowo auf den von den Deutschen veröffentlichten Totenlisten standen.
Am 16. April 1952 wurde er in London anonym, getarnt durch eine Maske, von der Madden-Kommission, der Untersuchungskommission des US-Repräsentantenhauses zum Massaker von Katyn, zum Lageralltag in Koselsk und seinen Beobachtungen an der Bahnstation Gnjosdowo befragt. Seine Katyn-Berichte analysierte das Foreign Office in London, es kam aber zu keiner eindeutigen Bewertung, wie aus der vom Historiker Rohan D’Olier Butler verfassten Denkschrift über die Haltung der britischen Regierung zur Causa Katyn (Butler-Memorandum) hervorgeht.
1975 überfielen ihn in London Unbekannte, kurz nachdem bekannt gegeben worden war, dass er an einem Buch über Katyn arbeitete und auch auf dem Sacharow-Hearing in Kopenhagen darüber berichten sollte. Die Täter wurden in den Reihen der polnischen Geheimpolizei SB oder des KGB vermutet. Bei dem Überfall verlor er das Bewusstsein, konnte nach einem mehrtägigen Krankenhausaufenthalt aber noch an der Kopenhagener Konferenz teilnehmen.

## Schriften (Auswahl)
- Lenin jako ekonomista. Instytut Europy Wschodnej, Wilna 1930 (Dissertation)
- Polityka gospodarcza Niemiec hitlerowskich. Verlag Polityka, Warschau 1938 (Habilitationsschrift)
- Forced Labour and Economic Development: An Inquiry into the Experience of Soviet Industrialisation. Oxford University Press, London 1965, ISBN 0-313-24983-0.
- W cieniu Katynia. Institut Littéraire, Paris 1976, ISBN 2-7168-0027-8.
  - In the shadow of Katyn : Stalin's terror. Pender Island, B.C. : Borealis Pub., 2002
- Dzieciństwo i młodość. Ed. Jan Jacek Swianiewicz. Warschau 1996, ISBN 83-86367-26-1.

## Dokumentarfilm
- Ostatni świadek (2005), Regie: Paweł Woldan[16]